# Фракция КПРФ в Государственной думе VI созыва
Фракция КПРФ в Государственной думе шестого созыва — депутатское объединение КПРФ в Госдуме шестого созыва (2011—2016). На выборах в Госдуму КПРФ получила 19,19 % (12 599 507 голосов), что дало ей право на 92 депутатских мандата. Партия «Единая Россия» набрала около 32 миллионов или 49,32 % голосов избирателей (в 2007 году — около 45 миллионов избирателей и 64,3 % всех голосов). В связи с переходами мандатов всего депутатами фракции были 102 человека.

## Запросы в Конституционный суд РФ
Наличие 90 мандатов (одной пятой депутатских мест в Государственной Думе) дало важное право КПРФ без согласия других фракций подавать запросы в Конституционный суд Российской Федерации о неконституционности того или иного нормативного акта. По российскому законодательству запрос 90 депутатов обязателен к рассмотрению Конституционным судом.
В Государственной думе VI созыва такое количество депутатов могла представить помимо КПРФ только «Единая Россия». Иногда запрос КПРФ поддерживали депутаты от «Справедливой России», хотя их голоса не играли роли при решении вопроса судом о принятии депутатского запроса.
Фракция КПРФ активно пользовалась правом подачи запроса в Конституционный суд на протяжении всего срока полномочий Думы 6 созыва. Причем историю запросов коммунистов в Конституционный суд можно разделить на два периода. В 2012—2014 годах запросы от КПРФ касались преимущественно политических вопросов (избирательного права, объединения высших судов России, внешней политики). В 2015—2016 годах запросы стали касаться интересов, затрагивающих большинство населения России, — взносы за капитальный ремонт и отмена платы за проезд большегрузных автомобилей. Решения, принятые Конституционным судом по запросам депутатов от КПРФ в 2012—2016 годах, следующие:
- В декабре 2012 года Конституционный суд по запросу депутатов КПРФ и «Справедливой России» хотя признал соответствующим Конституции России установление так называемого «муниципального фильтра» при выдвижении кандидата на должность главы субъекта страны, а также возможность проведения Президентом России консультаций с представителями политических партий и кандидатами на должности глав регионов[1], но установил, что результат таких консультаций не должен препятствовать кандидату баллотироваться[2].
- В декабре 2012 года Конституционный суд установил судебный порядок обжалования решения Государственной Думы о лишении депутатского мандата[3] по запросу депутатов от КПРФ и Справедливой России[4].
- В июле 2013 года коммунисты и представители «Справедливой России» оспорили конституционность закона о присоединении России к ВТО[5]. Конституционный суд отказался принимать этот запрос к рассмотрению под предлогом, что он ему не подведомственен[6].
- В июле 2014 года Конституционный суд отказался рассматривать запрос депутатов от КПРФ[7] о конституционности объединения Верховного и Высшего арбитражного судов[8].
- В июле 2015 года Конституционный суд запретил исполнение решений ЕСПЧ, если они противоречат Конституции России[9] по запросу депутатов от всех 4-х фракций Государственной Думы, включая КПРФ[10]. В этом случае помощь КПРФ имела скорее символическое значение, так как «Единая Россия» могла без помощи остальных фракций обратиться в Конституционный суд.
- В декабре 2015 года Конституционный суд по запросу депутатов КПРФ (и одного единоросса)[11] установил, что главы небольших населённых пунктов должны избираться только прямым голосованием[12].
- В апреле 2016 года Конституционный суд по запросу фракции КПРФ[13] ограничил право федерального законодателя при установлении порядка расходования взносов на капитальный ремонт[14].

## Список депутатов
1. Абалаков, Александр Николаевич
2. Авдеев, Михаил Юрьевич
3. Агаев, Ваха Абуевич
4. Алимова, Ольга Николаевна
5. Алфёров, Жорес Иванович
6. Андреев, Андрей Анатольевич
7. Апарина, Алевтина Викторовна
  1. Паршин, Николай Алексеевич (получил мандат в январе 2014)
8. Арефьев, Николай Васильевич
9. Афонин, Юрий Вячеславович
10. Берулава, Михаил Николаевич
11. Бессонов, Владимир Иванович
12. Бифов, Анатолий Жамалович
13. Бортко, Владимир Владимирович
14. Васильев, Николай Иванович
15. Васильцов, Сергей Иванович
16. Вороненков, Денис Николаевич
17. Гаврилов, Сергей Анатольевич
18. Гончаров, Виктор Иванович
19. Гостев, Руслан Георгиевич
20. Денисенко, Олег Иванович
21. Доровин, Евгений Владимирович
22. Дорохин, Павел Сергеевич
23. Езерский, Николай Николаевич
24. Заполев, Михаил Михайлович
25. Зюганов, Геннадий Андреевич
26. Иванов, Николай Николаевич
27. Иванюженков, Борис Викторович
28. Иконников, Василий Николаевич
29. Калашников, Леонид Иванович
30. Кашин, Борис Сергеевич
31. Кашин, Владимир Иванович
32. Коломейцев, Виктор Андреевич
33. Коломейцев, Николай Васильевич
34. Комоедов, Владимир Петрович
35. Комоцкий, Борис Олегович
36. Корниенко, Алексей Викторович
37. Кочиев, Роберт Иванович
38. Кравец, Александр Алексеевич
39. Куликов, Александр Дмитриевич
40. Куликов, Олег Анатольевич
41. Кумин, Вадим Валентинович
42. Лебедев, Олег Александрович
43. Левченко, Сергей Георгиевич
  1. Примачек, Владимир Александрович
44. Лихачёв, Василий Николаевич
  1. Ким, Олег Чанбокович
45. Локоть, Анатолий Евгеньевич
  1. Ганзя, Вера Анатольевна
46. Мамаев, Сергей Павлинович
47. Мархаев, Вячеслав Михайлович
  1. Тармаев, Юрий Игнатьевич
48. Мельников, Иван Иванович
49. Муравленко, Сергей Викторович
50. Некрасов, Александр Николаевич
51. Никитин, Владимир Степанович
  1. Ревин, Игорь Алексеевич
52. Никитчук, Иван Игнатьевич
53. Новиков, Дмитрий Георгиевич
54. Обухов, Сергей Павлович
55. Паутов, Виктор Николаевич
56. Пешков, Виктор Петрович
57. Плетнёва, Тамара Васильевна
58. Поздняков, Владимир Георгиевич
59. Пономарёв, Алексей Алексеевич
60. Потапов, Александр Владимирович
61. Потомский, Вадим Владимирович
  1. Кузьмин, Николай Алексеевич
62. Разворотнев, Николай Васильевич
63. Рашкин, Валерий Фёдорович
64. Решульский, Сергей Николаевич
65. Родин, Владимир Романович
66. Романов, Валентин Степанович
67. Романов, Пётр Васильевич
68. Рульков, Евгений Адамович
69. Русских, Алексей Юрьевич
70. Рябов, Николай Фёдорович
71. Савицкая, Светлана Евгеньевна
72. Сапожников, Николай Иванович
73. Симагин, Владимир Александрович
74. Синельщиков, Юрий Петрович
75. Смолин, Олег Николаевич
76. Собко, Сергей Васильевич
77. Сокол, Святослав Михайлович
78. Соловьёв, Вадим Георгиевич
79. Тайсаев, Казбек Куцукович
80. Таранин, Виктор Иванович
  1. Кононенко, Дмитрий Халарович
81. Тарнаев, Александр Петрович
82. Тетёкин, Вячеслав Николаевич
83. Тычинин, Андрей Джафарович
84. Федоткин, Владимир Николаевич
85. Харитонов, Николай Михайлович
86. Черкесов, Виктор Васильевич
87. Чикин, Валентин Васильевич
88. Ширшов, Константин Владимирович (лишен мандата 22 мая 2015 года)
  1. Коломиец, Дмитрий Викторович — мандат перешел 3 июня 2015 года, сложил полномочия 21 сентября 2015 года
  2. Тренин, Алексей Николаевич — мандат перешел 14 октября 2015 года
89. Штогрин, Сергей Иванович
90. Шурчанов, Валентин Сергеевич
91. Юрченко, Сергей Иванович
92. Ющенко, Александр Андреевич